# Городские легенды (Сыктывкар)
«Городские легенды» — муниципальный проект, основной целью которого является создание в столице Коми Сыктывкаре новых объектов городской среды на основе предложений горожан. Проект запущен в 2013 году. По состоянию на 15 апреля 2017 года насчитывается 11 официальных объектов городской среды. Проект инициирован администрацией муниципального образования городского округа «Сыктывкар». Кроме официальных объектов, существуют неофициальные объекты, но почитаемые горожанами.

## История проекта
Старт проекту дан в сентябре 2013 года.
Голосование по выбору объектов было организовано через установленные 12 брендированных ящиков для голосования и через интернет.
В декабре 2013 года запущено онлайн-голосование на интернет-платформе "Йополис" Архивная копия от 23 апреля 2017 на Wayback Machine.
Победитель определялся 30 марта 2014 года путем суммирования голосов, поступивших в ходе онлайн и оффлайн голосования.
Со 2 по 7 апреля 2014 года объявлено о сборе заявок грантополучателей для реализации проектов-победителей. После проведения всех необходимых процедур началась работа по непосредственному созданию «легенд».
В мае 2014 года приступили к созданию объектов.
Осенью 2014 год объекты были установлены.

## Стоимость объектов
На создание каждого объекта муниципалитет выделил порядка 1 миллиона рублей.

## Официальные объекты проекта
В Сыктывкаре насчитывается 11 официальных объектов городских легенд, выполненных в рамках муниципального проекта:
1. Арт-объект «Дерево талантов» (расположение — Мичуринский парк).[6]
2. Детская площадка «На рыбалке у реки тянут сети рыбаки» (расположение — поселок Нижний Чов).
3. Памятник Сапогам первопроходцев-строителям Эжвы (расположение — Эжвинский район Сыктывкара).[6]
4. Памятник речникам — основателям поселка Краснозатонский (расположение — посёлок городского типа Краснозатонский).
5. «Купеческий сундук» (расположение — улица Советская).[7]
6. Детская площадка «Дары леса» (расположение — посёлок городского типа Седкыркещ).
7. Детская площадка «Покорители неба» (расположение — район Лесозавод).
8. «Бульвар семьи и мира» (расположение — Покровский бульвар).[6][8]

1. Надпись «Сыктывкар», написанная на анбур (расположение — перекресток улиц Орджоникидзе и Карла Маркса). Объект официально открыт 1 октября 2014 года. Площадка сквера выложена брусчаткой. В центре расположена клумба. Надпись «Сыктывкар» и буквы Стефановского алфавита, расположенные на фоне национального орнамента, выполнены из пластика. В центре памятника — информационная табличка, рассказывающая о том, что такое анбур. В тёмное время суток надпись светится сине-голубым цветом и напоминает северное сияние. Автор проекта — историк Игорь Андриянов[9][6][10][11]
2. Сквер в сосновом бору с зоной отдыха и композицией из деревянных скульптур медведей (расположение — поселок городского типа Верхняя Максаковка).[9]
3. «Сквер общения» (расположение — улица Морозова).[6]

## Неофициальные объекты
1. Памятник электромонтёру (расположение — улица Интернациональная).[12]
2. Коми промысловый календарь (расположение — улица Интернациональная).[13][14]
3. Памятник букве «Ӧ» (расположение — пересечение улиц Бабушкина и Первомайская)
4. Коми мӧс (коми Коми корова) (расположение — пересечение улиц Интернациональная и Бабушкина, возле здания Министерства сельского хозяйства и потребительского рынка Республики Коми). Памятник корове в натуральную величину. В композицию арт-объекта также входит пень от срубленного в 2016 году тополя. Металлические бока коровы украшены коваными цветами, памятник олицетворяет изобилие и процветание. По задумке авторов проекта, каждый, кто потрет коровье вымя, сможет зарядиться энергией благополучия и достатка.[15] Установлен 15 мая 2017 года.

- Памятник электромонтёру

- Магазин "Панда".